# Tadeusz Wojtowicz
Tadeusz Wojtowicz (ur. 6 lipca 1916 w Sanoku, zm. 2 kwietnia 1985 tamże) – polski nauczyciel, z wykształcenia prawnik, podczas II wojny światowej oficer ZWZ–AK, Przewodniczący Prezydium MRN w Sanoku.

## Życiorys
Tadeusz Wojtowicz urodził się 6 lipca 1916 w Sanoku. Był synem Andrzeja i Marii z domu Szymańskiej. 28 maja 1935 zdał egzamin dojrzałości w Państwowym Gimnazjum im. Królowej Zofii w Sanoku (w jego klasie był m.in. Marian Golarz-Teleszyński). W latach 1935–1944 pracował w sanockiej fabryce Sanowag.
Po wybuchu II wojny światowej i nastaniu okupacji niemieckiej zaangażował się w działalność konspiracyjną. W jego mieszkaniu schronienie otrzymywali uchodźcy mający na celu przekroczenie granicy z Węgrami. Działał w Związku Walki Zbrojnej, w którym funkcjonował w sztabie komendanta Obwodu ZWZ Sanok, Władysława Romańczyka ps. „Czarny” (w obliczu zagrożenia dekonspiracją na początku 1940 Romańczyk został przeniesiony na inny teren). Od czerwca 1940 do stycznia 1942 był oficerem dywersji Obwodu ZWZ Sanok.
Po zakończeniu wojny w 1946 zaangażował się w próbę reaktywacji sanockiego gniazda Polskiego Towarzystwa Gimnastycznego „Sokół”. W 1946 ukończył studia na Wydziale Prawa Uniwersytetu Jagiellońskiego z tytułem magistra praw. Pracował w szkole średniej w Dąbrowie Górniczej.
Był wieloletnim nauczycielem w Technikum Ekonomicznym w Sanoku: od 15 marca do 15 listopada 1945 i od roku szkolnego 1947/1949 do roku szkolnego 1976/1977, gdzie wykładał prawoznawstwo, ekonomię, handel, zaś po przejściu na emeryturę w okresie do 1982 utrzymywał kontakt ze szkołą i kontynuował pracę nauczyciela na zasadzie umowy-zlecenia. Ponadto od 1958 do 1959 był nauczycielem przedmiotów ogólnokształcących w szkołach mechanicznych w Sanoku. Pracował także w starostwie powiatowym. Pełnił funkcję przewodniczącego Rady Miejskiej w Sanoku.
Od czerwca 1957 był przewodniczącym komitetu organizacyjnego drugiego zjazdu absolwentów sanockiego gimnazjum, który odbył się w dniach 21-22 czerwca 1958 pod nazwą „Jubileuszowy Zjazd Koleżeński b. Wychowanków Gimnazjum Męskiego w Sanoku w 70-lecie pierwszej Matury”. Wówczas był autorem biogramu wspomnieniowego pt. Generał Bronisław Prugar-Ketling wydanego w publikacji Księga pamiątkowa Gimnazjum Męskiego w Sanoku 1888–1958.
Od 27 listopada 1959 do 2 lutego 1961 pełnił funkcję przewodniczącego Prezydium Miejskiej Rady Narodowej (MRN) w Sanoku wybrany jako następca Stanisława Potockiego. W lutym 1961 decyzją Prezydium Wojewódzkiej Rady Narodowej w Rzeszowie na wniosek Delegatury Najwyższej Izby Kontroli został zawieszony w obowiązkach wraz z zastępcą Józefem Pirogiem (po tym jak została wykryta tzw. „afera mieszkaniowa” w sanockim urzędzie miasta). Rada miejska przegłosowała następnie ich odwołanie ze stanowisk. W późniejszym czasie nadal pracował jako nauczyciel.
Był żonaty z Zofią z domu Hrycaj (zm. 2005). Zamieszkiwali przy ulicy Za Potokiem w dzielnicy Zatorze. Zmarł 2 kwietnia 1985 w Sanoku. Tadeusz i Zofia Wojtowiczowie zostali pochowani w grobowcu rodzinnym na cmentarzu przy ul. Rymanowskiej w Sanoku. Ich córką jest Barbara Adamiak (ur. 1949), profesor zwyczajny nauk prawnych. Tadeusz Wojtowicz był spowinowacony z Zygmunt Żyłką-Żebrackim, mężem siostry Zofii Wojtowicz, Marii.

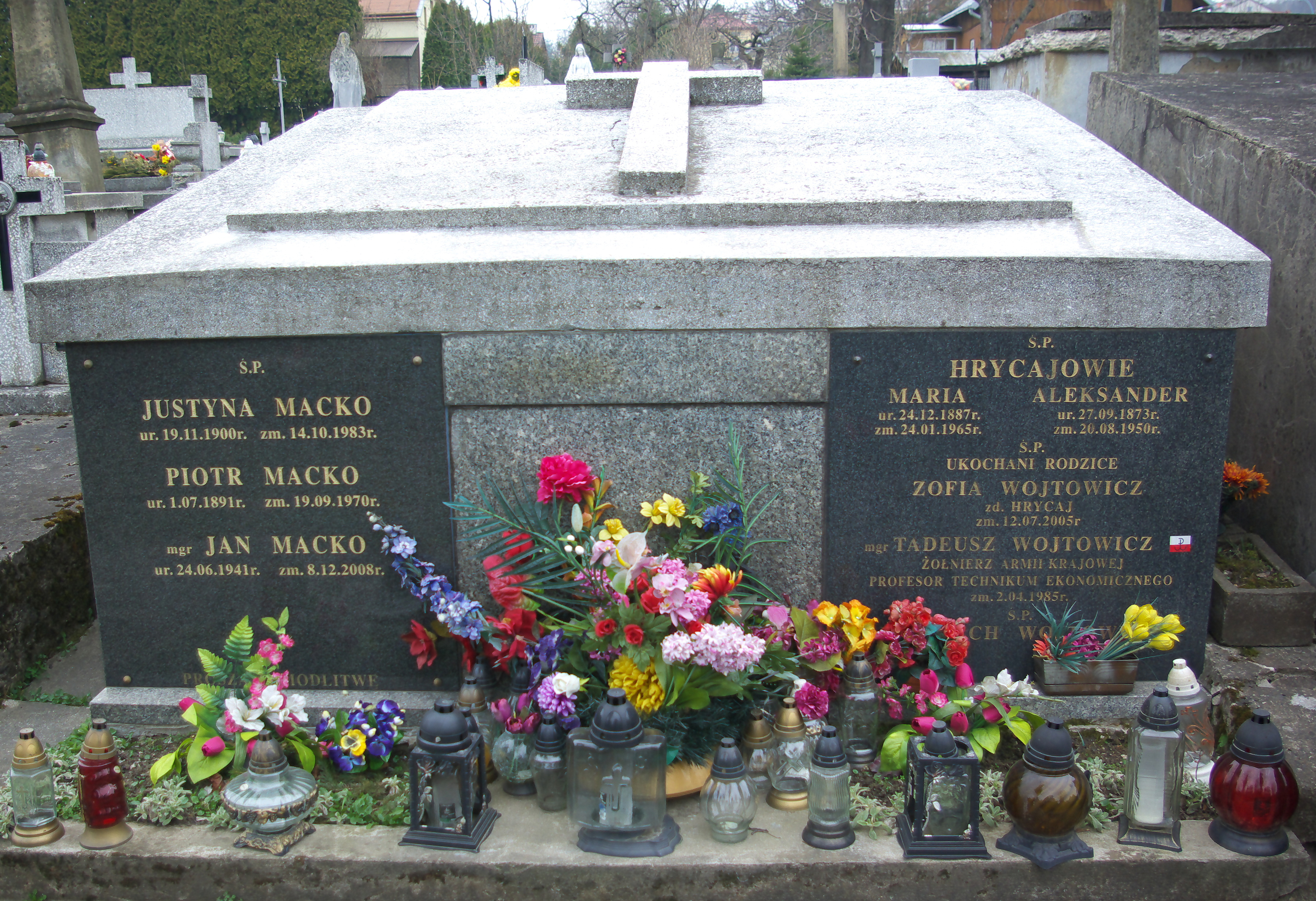
Miejsce pochówku Tadeusza Wojtowicza w Sanoku

Według informacji opublikowanych przez Instytut Pamięci Narodowej i dotyczących okresu PRL Tadeusz Wojtowicz figurował jako informator o pseudonimie „Ona”.
W okresie II wojny światowej w Sanoku działała w konspiracji inna osoba o tożsamości zbliżonej do Tadeusza Wojtowicza (w piśmiennictwie pojawiły się formy nazwiska Wójtowicz i Wujtowicz); tenże działacz zamieszkiwał nieopodal ulicy Płowieckiej, w domu pod obecnym adresem ulicy Bartosza Głowackiego 27, o zwyczajowo przyjętej nazwie „koci zamek”, gdzie odbywały się spotkania działaczy konspiracji.

## Odznaczenia i nagrody
Odznaczenia
- Krzyż Kawalerski Orderu Odrodzenia Polski
- Złoty Krzyż Zasługi[23]
- Odznaka „Za zasługi w ochronie porządku publicznego”[23]
- Złota Odznaka ZNP[23]

Nagrody
- Nagroda Kuratora Oświaty i Wychowania w Krośnie (1976)[32]
- Nagroda Ministra Oświaty i Wychowania